# NGC 3905
NGC 3905 este o astronomical radio source⁠(d) situată în constelația Cupa. A fost descoperită în 1880 de către . Se află la o distanță de 85,11 de megaparseci de Pământ.